# Jesús Jiménez Núñez
Jesús Jiménez Núñez (Leganés, 5 novembre 1993) è un calciatore spagnolo, centrocampista o attaccante del Nieciecza.

## Carriera
Il 1º luglio 2018 viene acquistato a titolo definitivo dalla squadra polacca del Górnik Zabrze. Il 7 febbraio 2022 passa al Toronto FC, club canadese militante in Major League Soccer.

## Statistiche

### Presenze e reti nei club
Statistiche aggiornate al 11 luglio 2025.
| Stagione             | Squadra              | Campionato           | Campionato | Campionato | Coppe nazionali | Coppe nazionali | Coppe nazionali | Coppe continentali | Coppe continentali | Coppe continentali | Altre coppe | Altre coppe | Altre coppe | Totale | Totale |
| Stagione             | Squadra              | Comp                 | Pres       | Reti       | Comp            | Pres            | Reti            | Comp               | Pres               | Reti               | Comp        | Pres        | Reti        | Pres   | Reti   |
| -------------------- | -------------------- | -------------------- | ---------- | ---------- | --------------- | --------------- | --------------- | ------------------ | ------------------ | ------------------ | ----------- | ----------- | ----------- | ------ | ------ |
| 2017-2018            | Talavera de la Reina | SDB                  | 35         | 10         | CR              | 2               | 2               | -                  | -                  | -                  | -           | -           | -           | 37     | 12     |
| 2018-2019            | Górnik Zabrze        | EK                   | 36         | 5          | CP              | 4               | 2               | UEL                | 4                  | 0                  | -           | -           | -           | 44     | 7      |
| 2019-2020            | Górnik Zabrze        | EK                   | 37         | 12         | CP              | 1               | 0               | -                  | -                  | -                  | -           | -           | -           | 38     | 12     |
| 2020-2021            | Górnik Zabrze        | EK                   | 29         | 12         | CP              | 2               | 3               | -                  | -                  | -                  | -           | -           | -           | 31     | 15     |
| 2021-feb. 2022       | Górnik Zabrze        | EK                   | 19         | 8          | CP              | 2               | 1               | -                  | -                  | -                  | -           | -           | -           | 21     | 9      |
| Totale Górnik Zabrze | Totale Górnik Zabrze | Totale Górnik Zabrze | 121        | 37         |                 | 9               | 6               |                    | 4                  | 0                  |             | -           | -           | 134    | 43     |
| 2022                 | Toronto FC           | MLS                  | -          | -          | CC              | -               | -               | -                  | -                  | -                  | -           | -           | -           | -      | -      |
| 2024-2025            | Kerala Blasters      | ISL                  | 18         | 11         | SC              | 2               | 1               | -                  | -                  | -                  | DC          | -           | -           | 20     | 12     |
| 2025-2026            | Nieciecza            | E                    | 0          | 0          | PP              | 0               | 0               | -                  | -                  | -                  | -           | -           | -           | 0      | 0      |
| Totale carriera      | Totale carriera      | Totale carriera      | 174        | 58         |                 | 13              | 9               |                    | 4                  | 0                  |             | -           | -           | 191    | 67     |